# Vendangeoirs Hédouville et Cuzey
Les vendangeoirs Hédouville et Cuzey sont des vendangeoirs situés à Bourguignon-sous-Montbavin, en France.

## Localisation
Les vendangeoirs sont situés sur la commune de Bourguignon-sous-Montbavin, dans le département de l'Aisne.

## Historique
Le monument est inscrit au titre des monuments historiques en 1996, 2006 et 2009.